# Fiji i olympiska sommarspelen 1996
Fiji deltog i de olympiska sommarspelen 1996 med en trupp bestående av sex deltagare, men ingen av landets deltagare erövrade någon medalj.

## Friidrott
Herrarnas 4 x 400 meter stafett
- Soloveni Nakaunicina, Henry Semiti, Solomone Bole och Isireli Naikelekelevesi
  - Heat — 3:10.67 (→ gick inte vidare)

## Judo
- Nacanieli Qerewaqa - ?